# Danmarks Fotomuseum
Danmarks Fotomuseum je dánské muzeum fotografie nacházející se v Herningu. Mimo jiné se zde nachází expozice vývoje fotoaparátu od roku 1839 dodnes, stejně jako fotografický ateliér z doby kolem roku 1900. Danmarks Fotomuseum na konci roku 2017 uzavřelo svou stálou expozici a sbírky umístilo do zabezpečeného archivu.
Patronem je Jeho královská výsost princ Joachim.

## Historie
Muzeum bylo založeno v roce 1983 poté, co prodejce fotografií Sigfred Løvstad z Herningu v roce 1959 začal sbírat fotografické vybavení a související fotohistorické předměty. Právě tato sbírka tvořila základ muzea a v roce 1984 Národní muzeum uložilo většinu své fotohistorické sbírky v Herningu.
V roce 2015 obec Herning snížila dánskému Photomuseum roční provozní dotaci o 600 000 DKK, což se rovnalo 80 %, a vedení muzea oznámilo, že mu hrozí uzavření, pokud se nebude moci přestěhovat do jiné obce.
V srpnu 2016 dostalo muzeum prodlouženou lhůtu, když magistrát města Herning rozhodl, že muzeum může v roce 2017 využívat budovy zdarma a zároveň podpořit provoz částkou 150 000 DKK. Vedení muzea se však od konce roku 2017 vzdalo provozování Dánského muzea fotografií a aby zajistilo provoz, v polovině roku 2016 začalo prodávat část své sbírky.

## Počet návštěvníků
Od roku 2011, kdy se počet oproti roku 2010 zvýšil, zaznamenalo dánské Photomuseum pokles počtu platících hostů.
- 2011 – 5 028
- 2012 – 4 270
- 2013 – 4 557
- 2014 – 3 925
- 2015 – 3 746